# Gränsvallen
Arena Polarica är en bandyanläggning i Haparanda, Sverige. Anläggningen är hemmaplan för Haparanda-Torneå PV i bandy. Vid världsmästerskapet i bandy 2001 spelade Sveriges lag matcher här, fastän övriga matcher var förlagda till Uleåborg i Finland.